# کامپودیپیترا
کامپودیپیترا (به ایتالیایی: Campodipietra) یک کومونه در ایتالیا است که در استان کامپوباسو واقع شده‌است.

## خصوصیات
کامپودیپیترا ۱۹٫۵ کیلومترمربع مساحت و ۲٬۵۴۹ نفر جمعیت دارد.